# Mordecai Cubitt Cooke

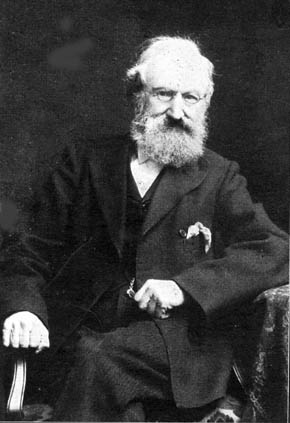
Mordecai Cubitt Cooke

Mordecai Cubitt Cooke (ur. 12 lipca 1825, zm. 12 listopada 1914 w Southsea, Hants) – angielski botanik i mykolog.
W 1862 założył Society of Amateur Botanists. Od 1860 do 1879 wykładał historię naturalną w Holy Trinity National School, Lambeth i był kustoszem w India Museum przy India Office. W 1903 nagrodzony medalem Londyńskiego Towarzystwa Linneuszowego.
Od 1865 do 1893, razem z Edwardem Stepem (1855-1931), brał udział w redagowaniu i wydawaniu miesięcznika "Hardwicke's Science Gossip: A Monthly Medium of Interchange and Gossip for Students and Lovers of Nature". Od 1872 do 1894 wydawał czasopismo mykologiczne Grevillea.